# 张钟宁
张钟宁（1944年—），辽宁台安人，汉族，中华人民共和国政治人物、第十一届全国人民代表大会山西地区代表。
毕业于北京农业大学农药专业。加入九三学社，担任中科院动物研究所研究员。2008年起担任全国人大代表。